# Mai Shanley
Mai Therese Shanley (Nuovo Messico, 17 febbraio 1963) è una modella statunitense, eletta nel 1984 Miss USA. Sua madre è di Taiwan, mentre suo padre è di origini irlandesi.

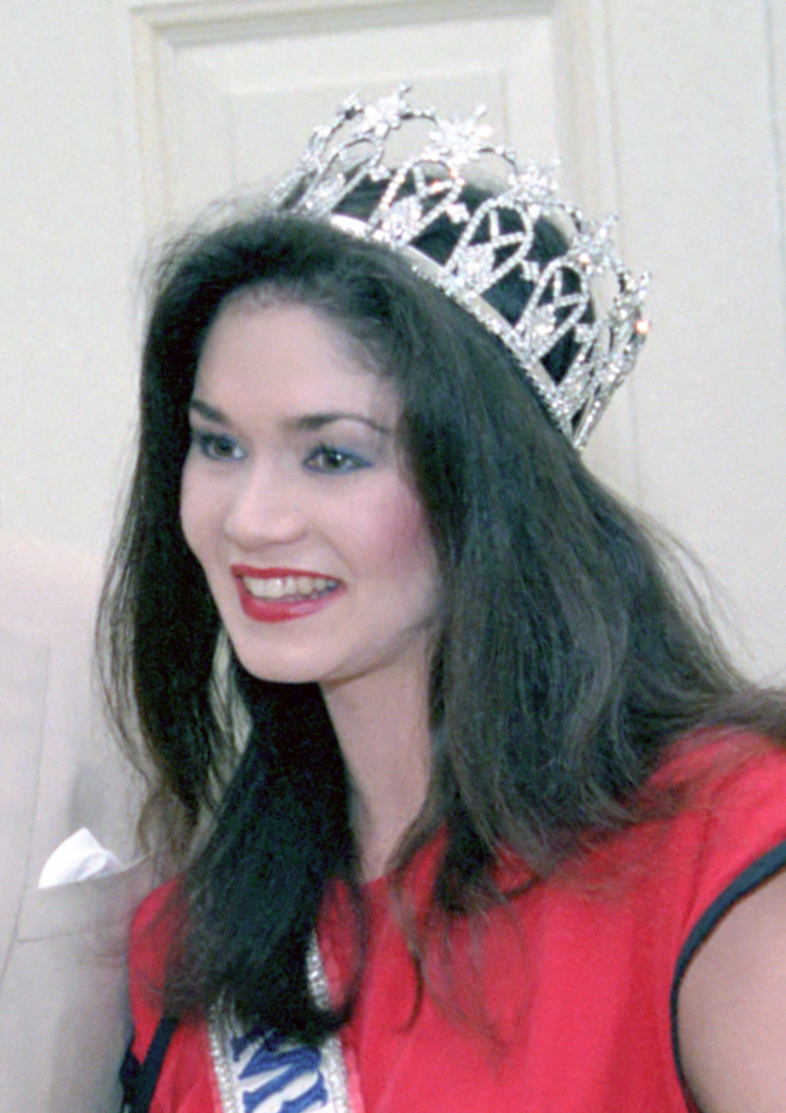

La prima esperienza in un concorso di bellezza di Mai Shanley è nel 1983 quando rappresenta il Nuovo Messico a Miss America 1983, dove comunque non si classifica.
Successivamente, la Shanley diventerà la prima delegata di origini euro-asiatiche a vincere il concorso Miss USA all'età di ventuno anni. Grazie alla vittoria del titolo di Miss USA, la Shanley rappresenta gli Stati Uniti al concorso Miss Universo 1984 dove arriva sino alle semifinali.